# Firestone Indy 200 2005
Firestone Indy 200 2005 var ett race som var den nionde deltävlingen i IndyCar Series 205. Tävlingen kördes den 16 juli på Nashville Superspeedway, och gav Dario Franchitti dennes första seger för säsongen. Sam Hornish Jr. slutade tvåa, medan Patrick Carpentier blev trea före Scott Sharp. Mästerskapsledaren Dan Wheldon tappade mark med ett mekaniskt fel, men hade alltjämt en signifikativ lucka i tabellen. Han hjälptes av att totaltvåan Tony Kanaan kraschade bort sig under loppets andra halva.

## Slutresultat
| Plats | Förare             | Team                     | Grid | Kvaltid |
| ----- | ------------------ | ------------------------ | ---- | ------- |
| 1     | Dario Franchitti   | Andretti Green Racing    | 4    | 23,066  |
| 2     | Sam Hornish Jr.    | Marlboro Team Penske     | 13   | 23,148  |
| 3     | Patrick Carpentier | Cheever Racing           | 17   | 23,279  |
| 4     | Scott Sharp        | Fernández Racing         | 8    | 23,109  |
| 5     | Hélio Castroneves  | Marlboro Team Penske     | 15   | 23,226  |
| 6     | Scott Dixon        | Chip Ganassi Racing      | 12   | 23,145  |
| 7     | Danica Patrick     | Rahal Letterman Racing   | 2    | 23,044  |
| 8     | Ryan Briscoe       | Chip Ganassi Racing      | 10   | 23,112  |
| 9     | Buddy Lazier       | Panther Racing           | 3    | 23,062  |
| 10    | Ed Carpenter       | Vision Racing            | 22   | 23,619  |
| 11    | Roger Yasukawa     | Dreyer & Reinbold Racing | 21   | 23,535  |
| 12    | A.J. Foyt IV       | A.J. Foyt Enterprises    | 20   | 23,494  |
| 13    | Jimmy Kite         | Hemelgarn Racing         | 23   | 23,685  |
| 14    | Kosuke Matsuura    | Fernández Racing         | 18   | 23,386  |
| 15    | Alex Barron        | Cheever Racing           | 19   | 23,453  |
| 16    | Vitor Meira        | Rahal Letterman Racing   | 6    | 23,104  |
| 17    | Tomas Scheckter    | Panther Racing           | 1    | 23,040  |
| 18    | Buddy Rice         | Rahal Letterman Racing   | 14   | 23,175  |
| 19    | Tony Kanaan        | Andretti Green Racing    | 7    | 23,109  |
| 20    | Darren Manning     | Chip Ganassi Racing      | 9    | 23,112  |
| 21    | Dan Wheldon        | Andretti Green Racing    | 5    | 23,099  |
| 22    | Bryan Herta        | Andretti Green Racing    | 16   | 23,267  |
| 23    | Tomáš Enge         | Panther Racing           | 11   | 23,128  |